# Rhaphiptera elegans
Rhaphiptera elegans es una especie de escarabajo longicornio del género Rhaphiptera, tribu Pteropliini, subfamilia Lamiinae. Fue descrita científicamente por Breuning en 1961.
La especie se mantiene activa durante los meses de enero y diciembre.

## Descripción
Mide 18 milímetros de longitud.

## Distribución
Se distribuye por Brasil.